# Clive (Name)
Clive ist ein englischer männlicher Vorname und Familienname.

## Herkunft und Bedeutung
Der Name ist abgeleitet von einem Familiennamen mit der Bedeutung cliff („Kliff“, „Klippe“, „Felsen“) auf Altenglisch und benannte ursprünglich eine nahe einem Kliff lebende Person.

## Namensträger

### Vorname
- Clive Allen (* 1961), englischer Fußballspieler
- Clive Barker (* 1952), britischer Schriftsteller und Regisseur
- Clive Bell (1881–1964), britischer Kunstkritiker
- Clive Bunker (* 1946), britischer Schlagzeuger
- Clive Burr (1957–2013), britischer Schlagzeuger
- Clive Coates (1941–2022), britischer Weinkritiker und Autor
- Clive Cussler (1931–2020), US-amerikanischer Schriftsteller
- Clive Davis (* 1932), US-amerikanischer Musikmanager und -produzent
- Clive Derby-Lewis (1936–2016), südafrikanischer Politiker
- Clive Donner (1926–2010), britischer Filmregisseur und Filmeditor
- Clive Dunfee (1904–1932), britischer Börsenmakler und Automobilrennfahrer
- Clive Gallop (1892–1960), britischer Konstrukteur, Automobilrennfahrer und Pilot
- Clive W. J. Granger (1934–2009), britischer Wirtschaftswissenschaftler
- Clive Langer (* 1954), britischer Gitarrist, Produzent und Komponist
- Clive Staples Lewis (1898–1963), irischer Schriftsteller und Literaturwissenschaftler, siehe C. S. Lewis
- Clive McCay (1898–1967), US-amerikanischer Biochemiker und Gerontologe
- Clive Owen (* 1964), britischer Schauspieler
- Clive Revill (1930–2025), neuseeländischer Schauspieler
- Clive Sinclair (1940–2021), britischer Erfinder und Unternehmer
- Clive Stevens (1948–2019),  britischer Musiker
- Clive Wearing (* 1938), britischer Musikwissenschaftler, Dirigent und Keyboarder
- Clive Woodward (* 1956), englischer Rugby-Union-Spieler und -Trainer

### Familienname
- Archer Clive (1903–1995), britischer Brigadier
- Charly Clive, britische Schauspielerin
- Colin Clive (1900–1937), britischer Schauspieler
- E. E. Clive (Edward E. Clive; 1879–1940), britischer Schauspieler
- Edward Clive, 1. Earl of Powis (1754–1839), britischer Politiker und Kolonialbeamter
- George Clive (Politiker, 1720) (1720–1779), britischer Politiker
- George Clive (Politiker, 1805) (1805–1880), britischer Politiker
- John Leonard Clive (1924–1990), US-amerikanischer Historiker
- John Clive (Schauspieler) (1933–2012), britischer Schauspieler und Autor
- Kitty Clive (1711–1785), britische Schauspielerin
- Lewis Clive (1910–1938), britischer Ruderer
- Peter Clive (1925–2022), kanadischer Literatur- und Musikwissenschaftler
- Robert Clive, 1. Baron Clive (1725–1774), britischer General und Staatsmann
- Robert Henry Clive (1877–1948), britischer Diplomat
- Robert Windsor-Clive (1824–1859), britischer Politiker (Conservative Party)
- Robert Windsor-Clive, 1. Earl of Plymouth (1857–1923), britischer Offizier und Politiker der Conservative Party, Mitglied des House of Commons und Peer